# Molepolole Stadium
Molepolole Stadium – piłkarski stadion w mieście Molepolole, w Botswanie. Pojemność stadionu wynosi 6600 widzów. Swoje spotkania rozgrywają na nim piłkarze klubów: BR Highlanders, Centre Chiefs, Gaborone United, Mogoditshane Fighters, Notwane FC, Prisons XI, Township Rollers, UF Santos.